# Список країн за формою правління

Країни за формою правління. Карта створена враховуючи тільки форми державного правління де-юре.
Президентська республіка
Президентська республіка з широкими повноваженнями парламенту
Змішана республіка
Парламентська республіка
Парламентарна монархія
Дуалістична монархія
Абсолютна монархія
Однопартійна система
Військова диктатура

## Країни з президентською системою уряду
Країни, де президент є главою виконавчої гілки влади і уряду і незалежний від законодавчої влади.

### Президентські республіки
В президентських республіках президент є головою держави і уряду. В більшості таких держав не існує прем'єр-міністра.

#### Президентські республіки без прем'єр-міністра
| Афганістан               | Зімбабве                     | Палау               | Чилі |
| Ангола                   | Індонезія                    | Панама              |      |
| Аргентина                | Кенія                        | Парагвай            |      |
| Бенін                    | Колумбія                     | ПАР                 |      |
| Болівія                  | Коморські Острови            | Сальвадор           |      |
| Ботсвана                 | Республіка Конго             | Сан-Марино          |      |
| Бразилія                 | Коста-Рика                   | Сейшельські Острови |      |
| Бурунді                  | Ліберія                      | Сьєрра-Леоне        |      |
| Венесуела                | Малаві                       | Південний Судан     |      |
| Гамбія                   | Мальдіви                     | Судан               |      |
| Гана                     | Маршаллові Острови           | Суринам             |      |
| Гватемала                | Мексика                      | США                 |      |
| Гондурас                 | Федеративні Штати Мікронезії | Туреччина           |      |
| Домініканська Республіка | Науру                        | Туркменістан        |      |
| Еквадор                  | Нігерія                      | Уругвай             |      |
| Замбія                   | Нікарагуа                    | Філіппіни           |      |

#### Президентські республіки з прем'єр-міністром
| Азербайджан          | Камерун        | Танзанія                         |
| Білорусь             | Південна Корея | Того                             |
| Габон                | Кот-д'Івуар    | Уганда                           |
| Гвінея               | Мозамбік       | Узбекистан                       |
| Екваторіальна Гвінея | Намібія        | Чад                              |
| Ємен                 | Перу           | Центральноафриканська Республіка |
| Казахстан            | Руанда         | Шрі-Ланка                        |

### Напівпрезидентські республіки
У напівпрезидентських республіках є президент і прем'єр-міністр. У таких країнах президент має дійсну виконавчу владу на відміну від парламентської республіки, але частину з функцій глави уряду виконує також прем'єр-міністр, який дуже часто є головою законодавчого органу.
| Алжир        | ДР Конго   | Румунія             |
| Буркіна-Фасо | Литва      | Сан-Томе і Принсіпі |
| Вірменія     | Мавританія | Сенегал             |
| Гаїті        | Мадагаскар | Сирія               |
| Гаяна        | Монголія   | Таджикистан         |
| Гвінея-Бісау | Нігер      | Тайвань             |
| Грузія       | Палестина  | Україна             |
| Джибуті      | Пакистан   | Франція             |
| Єгипет       | Португалія |                     |
| Киргизстан   | Росія      |                     |

## Парламентські республіки
В цих країнах прем'єр-міністр — діючий голова виконавчої гілки влади або уряду, а також має більшість в парламенті країни. Проте, в деяких країнах існує також президент, який є символічним головою держави і не має реальної влади.
| Австрія              | Індія      | Північна Македонія | Сомалі            |
| Албанія              | Ірак       | Мальта             | Східний Тимор     |
| Бангладеш            | Ірландія   | Молдова            | Тринідад і Тобаго |
| Болгарія             | Ісландія   | Непал              | Туніс             |
| Боснія і Герцеговина | Італія     | Німеччина          | Угорщина          |
| Вануату              | Кабо-Верде | Польща             | Фіджі             |
| Греція               | Кірибаті   | Самоа              | Фінляндія         |
| Домініка             | Косово     | Сербія             | Хорватія          |
| Естонія              | Латвія     | Сінгапур           | Чехія             |
| Ефіопія              | Лівія      | Словаччина         | Швейцарія         |
| Ізраїль              | Маврикій   | Словенія           |                   |

## Конституційні монархії
В державах з конституційною монархією прем'єр-міністр очолює виконавчу владу в країні і є лідером правлячої більшості в парламенті. Офіційно головою держави є конституційний монарх, який виконує свої обов'язки за узгодженням з урядом і парламентом. В країнах Британської Співдружності король, або королева Великої Британії є королевою країн Співдружності також і призначає за узгодженням з урядами країн свого представника в країні — звичайно генерал-губернатора. В деяких країнах з таким політичним устроєм монарх також відіграє трохи більшу роль і має деякі керівні функції, закріплені законодавством.
| Австралія         | Гренада        | Люксембург               | Сент-Кіттс і Невіс |
| Андорра           | Данія          | Малайзія                 | Сент-Люсія         |
| Антигуа і Барбуда | Іспанія        | Марокко                  | Соломонові Острови |
| Багамські Острови | Йорданія       | Монако                   | Таїланд (де-юре)   |
| Барбадос          | Камбоджа       | Нідерланди               | Тонга              |
| Бахрейн           | Канада         | Нова Зеландія            | Тувалу             |
| Беліз             | Катар (де-юре) | Норвегія                 | Швеція             |
| Бельгія           | Кувейт         | Ямайка                   | Японія             |
| Бутан             | Лесото         | Папуа Нова Гвінея        |                    |
| Велика Британія   | Ліхтенштейн    | Сент-Вінсент і Гренадини |                    |

## Абсолютні монархії
Державний устрій, де монарх поєднує виконавчу і законодавчу гілки влади і має абсолютну владу в країні.
| Бруней   | Оман              |
| Ватикан  | Саудівська Аравія |
| Есватіні |                   |

## Однопартійні системи
Держави, де відсутня демократична система уряду і влада знаходиться у руках однієї політичної партії.
| В'єтнам | КНР            | Куба |
| Еритрея | Північна Корея | Лаос |

## Країни з військовою диктатурою
Країни, де збройні сили контролюють уряд країни і влада належить вищим офіцерам армії.
| Буркіна-Фасо | Малі   | Судан |
| Чад          | М'янма |       |
| Гвінея       | Нігер  |       |